# Lauren Rowles
Lauren Rowles, née le 24 avril 1998 à Bromsgrove (Worcestershire), est une rameuse d'aviron handisport britannique ancienne athlète concourant en TR2 pour les athlètes n'ayant pas l'usage de leurs jambes. Elle détient un titre mondial (2019) et deux titres paralympiques (2019, 2020).

## Carrière
À l'âge de 13 ans, elle est victime d'un myélite transverse (une inflammation de la colonne vertébrale) qui la laisse sans sensation en dessous de la taille.
Elle commence l'aviron en 2015 après une rencontre avec les membres du staff de l'équipe britannique au Stoke Mandeville Sports Centre. Peu après, elle commence à courir avec Laurence Whiteley qui devient son coéquipier lors des grandes compétitions. Ensemble, ils remportent l'argent en deux de couple mixte PR2 lors des championnats du monde 2015. Aux Jeux l'année suivante, la paire remporte la médaille d'or en deux de couple mixte PR2 en dominant leur finale du début à la fin. Le duo conserve son titre lors des Jeux de 2020.

## Vie privée
Lauren Rowles est ouvertement lesbienne et est en couple avec la joueuse de basket-ball en fauteuil roulant Jude Hamer rencontrée en 2020.